# Sorel (chanteur)
 (juillet 2022).
La mise en forme du texte ne suit pas les recommandations de Wikipédia : il faut le « wikifier ».
Les points d'amélioration suivants sont les cas les plus fréquents. Le détail des points à revoir est peut-être précisé sur la page de discussion.
- Les titres sont pré-formatés par le logiciel. Ils ne sont ni en capitales, ni en gras.
- Le texte ne doit pas être écrit en capitales (les noms de famille non plus), ni en gras, ni en italique, ni en « petit »…
- Le gras n'est utilisé que pour surligner le titre de l'article dans l'introduction, une seule fois.
- L'italique est rarement utilisé : mots en langue étrangère, titres d'œuvres, noms de bateaux, etc.
- Les citations ne sont pas en italique mais en corps de texte normal. Elles sont entourées par des guillemets français : « et ».
- Les listes à puces sont à éviter, des paragraphes rédigés étant largement préférés. Les tableaux sont à réserver à la présentation de données structurées (résultats, etc.).
- Les appels de note de bas de page (petits chiffres en exposant, introduits par l'outil «  Source ») sont à placer entre la fin de phrase et le point final[comme ça].
- Les liens internes (vers d'autres articles de Wikipédia) sont à choisir avec parcimonie. Créez des liens vers des articles approfondissant le sujet. Les termes génériques sans rapport avec le sujet sont à éviter, ainsi que les répétitions de liens vers un même terme.
- Les liens externes sont à placer uniquement dans une section « Liens externes », à la fin de l'article. Ces liens sont à choisir avec parcimonie suivant les règles définies. Si un lien sert de source à l'article, son insertion dans le texte est à faire par les notes de bas de page.
- La présentation des références doit suivre les conventions bibliographiques. Il est recommandé d'utiliser les modèles {{Ouvrage}}, {{Chapitre}}, {{Article}}, {{Lien web}} et/ou {{Bibliographie}}. Le mode d'édition visuel peut mettre en forme automatiquement les références.
- Insérer une infobox (cadre d'informations à droite) n'est pas obligatoire pour parachever la mise en page.

Pour une aide détaillée, merci de consulter Aide:Wikification.
Si vous pensez que ces points ont été résolus, vous pouvez retirer ce bandeau et améliorer la mise en forme d'un autre article.
 (juillet 2024).
Pour les articles homonymes, voir Sorel.
Sorel (de son vrai nom Julien-Axel Faintrenie, né le 21 septembre 1977 à Paris) est un auteur-compositeur-interprète français.

## Biographie

### Enfance
Né à Paris le 21 septembre 1977 de parents bohèmes et séparés, Sorel suit le rythme des mutations de sa mère et parcourt ainsi plusieurs coins de France : Tours, Lens.

### Premiers pas dans la musique
À l'âge de 8 ans, sa mère lui offre son premier piano, avec lequel il crée ses premières compositions.
À 15 ans, Sorel se met à la guitare un instrument plus adapté à ses déplacements et à la musique qu'il aime écouter. Au lycée, il forme son premier groupe : Les pensées nocturnes, influencé par Jim Morrison (The Doors) et Noir Désir.
À 17 ans, il souhaite jouer ses propres chansons et monte un nouveau groupe Lorely, avec lequel il donne ses premiers concerts .

### Parcours musical
À 21 ans, il compose son premier mini album intitulé La raison...(cette capsule jaune) .
En parallèle, il écrit et compose une comédie musicale, Au nom du frère .
En 2008, il signe son premier album Fuyons Maintenant, chez Tintamar Music, un label Lyonnais. Le single Je veux du rêve est propulsé dans les charts. La même année, le titre Aime-moi circule sur les ondes.
En 2010, le réalisateur Michel Françoise l’invite à enregistrer son nouvel opus dans les studios de Francis Cabrel, à Astaffort. Sorel choisit comme emblème un S rouge, éponyme de l'album sorti le 17 janvier 2011.[réf. nécessaire]
À partir de septembre 2011, il entame une tournée : Le Paris de Sorel. Il se produit ainsi au Moulin de la Galette, au Scopitone et à l'hôtel Murano. Le 13 juin 2012, à la suite de cette tournée, Sorel sort La Parenthèse Sauvage, album concept imaginé comme la bande originale d'un film qui n'a jamais existé. Il comprend 15 chansons, disponibles uniquement en version numérique.
Sorel est aussi auteur. Il écrit en 2013 son premier roman qui narre les tribulations chics et chocs d'un travesti noir qui devient un peintre très en vogue.
Sorel compose également pour les autres. En 2013 il intervient sur l'album Le Temps de Sourire de Mickaël Miro avec la chanson On s'aime on saigne.
En juin 2014 Sorel revient avec le single Mes Yeux Noirs, dont le clip est tourné en Arizona.
En 2016 Sorel compose et co-écrit la chanson You pour le gagnant de l'émission musicale de la chaîne M6 Rising Star, Corentin Grevost.
En mars 2017 il compose (aux-côtés de Boris Bergman pour le texte) la chanson Je serai ton écho pour Romane Serda.
En 2019 il co compose avec Kerredine Soltani le single du vainqueur de l'émission Nouvelle Star Xavier Mateù Regarde.
En 2020 il compose la chanson J'apprendrai pour Miss France 2019 Vaimalama Chaves.
En 2022 il compose et co-écrit le single de la gagnante de l'émission The Voice Kids Angelina Toi d'abord (MCA/Universal)
En 2023 il compose, écrit et arrange l'album pop symphonique Vivaldi Pop Symphony (Lovely Rose productions)
En 2023 il écrit et interprète le duo franco-chinois Le cœur olympique pour les Jeux olympiques de Paris de 2024 et la chaine chinoise CCTV.

### Le rouge et le noir(Opéra Rock)
En 2016 Sorel qui a voulu, pendant des années, adapter en comédie musicale, l'œuvre de Stendhal (d'où il tire son pseudo), voit enfin son rêve se réaliser. En effet, rejoint dans l'aventure par le producteur Albert Cohen, l'auteur Vincent Baguian, la chanteuse Zazie en tant que co-auteur des textes, Alexandre Bonstein à l'écriture du livret, Laurent Seroussi à la co-mise en scène avec François Chouquet et William Rousseau en co-compositeur, et co-réalisateur l, il compose l'ensemble des chansons de l'Opéra Rock Le Rouge et le Noir pour une série de représentations au Palace à Paris à partir du 22 septembre 2016. Une tournée en Chine a eu lieu en 2019 pendant 2 mois.
Le show a été aussi joué plusieurs fois au Japon en 2020 et 2023.
Pendant 3 mois le spectacle repartira à partir de septembre pour une tournée en Chine.

### Guignol la grande aventure musicale
En 2024 Sorel imagine et mets en musique la comédie musicale Guignol, qui se jouera au théatre de la Gaité-Montparnasse pendant 4 mois puis au Palais des Congrès de Paris fin 2024 pour 3 représentations.
Entouré du metteur en scène Ned Grujic, du librettiste Anthony Michineau et des producteurs Nicolas Ferru d'Indigo Productions et Nicolas Dunoyer de la fondation Maurice Gay, le spectacle est une incarnation vivante de la célèbre marionnette française.[réf. nécessaire]
Le spectacle sera nommé pour les Trophées de la comédie musicale dans la catégorie "Jeune public" en 2024.

## Discographie

### Singles
- 2008 : Aime-moi
- 2008 : Je veux du rêve
- 2008 : Maintenant qu’on est grand
- 2010 : La chanson des amants. Clip diffusé sur M6, W9, NRJ Hits, Virgin 17, MTV Pulse
- 2010 : Sorry
- 2011 : Chante-moi
- 2011 : Je me souviens. Clip censuré par un comité des mères de famille qui le juge comme incitant à la violence. Une version alternative moins choquante est donc diffusée[11].
- 2014 : Mes Yeux Noirs [12]
- 2016 : L'amour Vertigo
- 2019 : Marianne
- 2020 : Oslo